# Pierre Dénys de Montfort

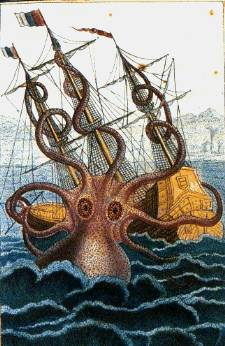
Tranh vẽ bạch tuộc khổng lồ bởi Pierre Dénys de Montfort năm 1801

Pierre Dénys de Montfort (1766-1820) là một nhà tự nhiên học Pháp. Ông được nhớ đến ngày nay vì những câu hỏi đầu tiên về sự tồn tại của những con bạch tuộc khổng lồ. Ông được truyền cảm hứng từ một mô tả từ năm 1783 về một xúc tu dài tám mét được tìm thấy trong miệng của một con cá nhà táng.
Montfort đã có một tuyên bố giật gân: ông nói rằng mười tàu chiến Anh đã biến mất một cách bí ẩn vào một đêm năm 1782 do bị tấn công và đánh chìm bởi những con bạch tuộc khổng lồ. Thật không may cho Montfort, người Anh biết những gì đã xảy ra với các con tàu, dẫn đến một tiết lộ ô nhục cho Montfort. Sự nghiệp của ông không bao giờ hồi phục và ông chết đói và nghèo ở Paris vào khoảng năm 1820.  Nhiều nguồn của ông cho rằng "bạch tuộc kraken" có lẽ đã mô tả con mực khổng lồ rất thật, Architeuthis, được chứng minh là tồn tại vào năm 1857.